# Dyrzela incrassata
Dyrzela incrassata là một loài bướm đêm trong họ Noctuidae.